# Onthophagus lomii
Onthophagus lomii là một loài bọ cánh cứng trong họ Bọ hung (Scarabaeidae).